# Moonwalk
Moonwalk eller backslide er en danseteknik, der ser ud som om udøveren går fremad, selv om han eller hun glider baglæns over gulvet. Teknikken fik popularitet efter at være udført af Michael Jackson i Motown 25: Yesterday, Today, Forever og er siden blevet hans signaturbevægelse.